# Emilio, o De la educación
Emilio, o De la educación es un tratado filosófico de 1762 sobre la naturaleza del hombre escrito por Jean-Jacques Rousseau: según él mismo la «mejor y más importante de todas sus obras». El texto trata temas políticos y filosóficos concernientes a la relación del individuo con la sociedad; en particular, señala cómo el individuo puede conservar su bondad natural (el autor sostenía que el hombre es bueno por naturaleza), mientras interviene en una sociedad inevitablemente corrupta. En la obra Rousseau propone la descripción de un sistema educativo que permita al «hombre natural» convivir con esa sociedad corrupta. Acompaña el tratado una historia novelada del joven Emilio y su tutor, ilustrando cómo se debe educar al ciudadano ideal. Por otro lado, Emilio no es una guía detallada, aunque sí incluye algunos consejos sobre cómo educar a los niños. Hoy se le considera el primer tratado sobre filosofía de la educación del mundo occidental.
Emilio, junto con Algunos pensamientos sobre la educación de Locke, es considerado una de las obras fundamentales acerca de la educación en el siglo XVIII -ambas obras constituyendo las bases de propuestas educacionales posteriores, tales como por ejemplo, Practical education de Maria Edgeworth. Sin embargo, hay una diferencia central -que algunos sugieren reflejan el cambio de clima intelectual que tomó lugar en esa época- entre ambas. El tratado de Locke ―a pesar de que sus sugerencias fueron rápida y generalmente percibidas como aplicables a todo estudiante― está pensado en relación con la educación de un caballero, con la intención de preparar miembros de las clases altas para la vida en la nueva sociedad que estaba emergiendo. La obra de Rousseau ―por otra parte― fue revolucionaria, con la intención expresa que sus propuestas son aplicables a todos a fin de formar «buenos ciudadanos», lo que lo convierte en el primer tratado que expresa abiertamente las concepciones liberales de la época en materia de educación. 
El Emilio fue condenado y se quemó públicamente en París y, más tarde, en Ginebra, por motivo del fragmento «Profesión de la fe del vicario saboyano», que es un ataque contra el dogma cristiano. Rousseau es excomulgado y se ve obligado a huir de Francia, donde no volverá más que de manera anónima. A pesar de su condena el texto se convierte en otro éxito editorial del autor de Julia. 
Durante la Revolución francesa el Emilio sirvió como inspiración del nuevo sistema educativo nacional.

## Esquema de la obra
El texto se divide en cinco «libros», dedicados a la infancia de Emilio, el cuarto a su adolescencia, y el quinto a la educación de Sofía, la «mujer ideal» y futura esposa de Emilio, y a la vida doméstica y civil de éste. El Emilio se considera una referencia en varias disciplinas, entre ellas la educación física, ya que marcará el camino del método natural descrito posteriormente por Georges Hébert, ya que defiende que la actividad física debe realizarse en la naturaleza y el hombre debe vivir el mayor tiempo posible al aire libre.

### Libro I - Lactancia (cero a dos años de edad)
En este libro Rousseau introduce sus ideas generales acerca del hombre y educación. Cubre específicamente el desarrollo humano temprano.
Muchas de las sugerencias de Rousseau son derivadas de autores anteriores. Por ejemplo, Rousseau acepta la propuesta de Locke acerca de «endurecer» al cuerpo de los niños contra los rigores del clima y otras necesidades corporales (hambre, sed, cansancio, etc). Y generalmente usa un lenguaje retórico que bordea en lo excesivo, buscando la frase lapidaria, fácil de recordar y que tendrá influencia: «Déjese que las madres se dignen a amamantar a sus hijos y la moral cambiará, sentimientos naturales serán provocados doquier y el estado se repoblará».
Rousseau comienza su obra ofreciendo un resumen de su posición general sobre la moral y la necesidad de la educación: «Todo es perfecto cuando deja las manos del creador de todo, todo degenera en las manos del hombre [pues en ellas será bueno o malo]». A partir de eso desarrolla su visión. El hombre natural, cuando nace, es un animal, ni bueno ni malo por naturaleza; es el ser humano, es decir, la personalidad que va adquiriendo a través de la educación en sentido amplio, la que puede darse forma para que sea buena. El problema central de la educación es la contradicción entre el hombre natural y la necesidad social por altruismo o, por lo menos, el reconocimiento y aceptación de los derechos de otros: las «instituciones sociales son aquellas que mejor pueden desnaturalizar el hombre, transformar su existencia desde una existencia absoluta a fin de darle una (existencia) relativa y transportar el Ego a la unidad común». En un lenguaje más moderno, la contradicción entre una existencia que está centrada en forma absoluta en el interés individual y una en la cual ese interés tiene un valor relativo a otros.
Consecuentemente ―para Rousseau― toda sociedad tiene que elegir entre crear un buen ciudadano educado o dejar solo al hombre natural.
Rousseau se plantea también el hecho de que desnaturalizar al hombre es hacerlo perder algunas de esas características naturales que él mismo alaba en su «Contrato social». Rousseau busca resolver esta aparente contradicción tratando de mostrar cómo es que «el hombre natural» puede vivir en sociedad, lo que requiere que ese hombre natural pierda o controle algunas de esas características naturales, específicamente, el egoísmo que lo impulsa a sacrificar todo interés ajeno en beneficio del propio.

### Libro II - (2 a 12 años)
En este libro trata la educación en el periodo de la infancia hasta los 12 años y lo inicia insistiendo en la idea que no se debe cuidar ni proteger a los niños de manera excesiva. Tiene tres ideas fundamentales:
- La reivindicación de un estatuto y unos derechos propios de la infancia.
- El concepto de la educación negativa.
- La educación de los sentidos.

El niño es un ser, no un hombre pequeño, la infancia tiene su propia razón de ser, se justifica por sí misma, tiene su propia madurez y sus propias leyes. Querer entender a un niño con los moldes de un adulto sería atentar contra el orden de la naturaleza. Educar a un niño sacrificando la felicidad presente no evitará sus sufrimientos en el futuro, por ende, es preciso dar a cada uno lo suyo (hombre-niño) y hacer por su felicidad todo lo que podamos.Se debe hacer sentir al niño la dependencia y la necesidad de las cosas, que es propia de la naturaleza, no humilla ni lesiona, ni genera vicios, se evitará que se sienta la dependencia de los hombres, que es propia de la sociedad.A los 12 años Emilio, es ágil, despierto, sin preocupaciones no tiene miedos a los elementos naturales, es sincero, no es vanidoso, no se inhibe ante los mayores, no emprende tareas superiores a sus fuerzas pues sabe que es libre.

### Libro III - (12 a 15 años)
Este periodo se extiende entre los 12 y 15 años. Dice Rousseau que el tercer estado de la vida del niño es una edad que se aproxima a la adolescencia sin ser todavía la pubertad. Esta etapa se tiene que aprovechar muy bien. Es un momento de fuerza, las energías del cuerpo y del alma exceden las necesidades y los deseos- esto desaparecerá con el inicio de la pubertad. Se dedicara a la instrucción: exploración del ambiente natural con un método activo, adquisición del sentido de lo útil, iniciación en el trabajo y en las relaciones sociales que este lleva consigo un afinamiento de la capacidad de juzgar. Entre todas las cosas que se pueden enseñar a Emilio en este periodo, se elegirán aquellas cuya utilidad inmediata pueda entender -no puede comprender las relaciones morales pero sí tiene el sentido de lo útil. Esta noción será el punto de apoyo de la enseñanza. Con preguntas y respuestas el educador tratará de mantener despierta la curiosidad, sin satisfacerla nunca por completo. A este propósito Rousseau repite su máxima preferida «recuerda siempre que la ignorancia nunca ha hecho mal a nadie, sólo el error es funesto, nadie se extravía por no saber, sino porque cree saber».

#### La exploración activa del ambiente
La primera tarea que realiza Emilio es la exploración del ambiente natural pero siempre por un medio activo. .
El preceptor procurara que los hechos naturales despierten la curiosidad de Emilio, bastara una pregunta para que reflexione y termine por encontrar la solución; si sustituís en su espíritu la autonomía de la razón, él no razonará nunca.

#### Adquisición del sentido de lo útil
Emilio no es capaz de entender lo que será útil para su felicidad. 

#### El trabajo y la sociedad
Emilio debe conocer las artes industriales, en las que diversos sujetos se dividen el trabajo. Se introducirá de esta manera en el mundo de las relaciones sociales, pero no todavía en su aspecto moral. Como trabajar es un deber indispensable para el hombre social, Emilio aprenderá un oficio (aunque por su patrimonio no le haga falta) será carpintero; también entenderá la función de la moneda.

#### El perfeccionamiento del juicio
Hace años Emilio solo tenía sensaciones, ahora tiene ideas, antes sentía, ahora juzga. En la sensación el sujeto es pasivo, en el juicio es activo, y con la actividad aparece le posibilidad del error. Lo mejor sería no juzgar, como no es posible enseñaremos a Emilio a juzgar bien, «la mejor manera de aprender a juzgar es la que tiende a simplificar más nuestras experiencias y a permitirnos prescindir de ellas sin caer en el error». Termina el libro II con un retrato de Emilio de 15 años «Emilio tiene pocos conocimientos, pero los que tiene son verdaderamente suyos, porque no sabe nada a medias».
Emilio tiene conocimientos naturales y puramente físicos, conoce las relaciones esenciales entre los hombres y las cosas, pero no las relaciones morales entre hombre y hombre. Emilio es laborioso, templado, paciente, resuelto, lleno de coraje; su imaginación no está agrandada, no sabe lo que es la muerte. No tiene vicios, o muy pocos como todos los hombres, tiene el cuerpo sano, las manos y piernas ágiles, el espíritu justo y sin prejuicios.

### Libro IV - (15 a 20 años)
Una vez que los niños son físicamente fuertes y han aprendido a observar cuidadosamente el mundo, están listos para la última parte de su educación: los sentimientos «Tenemos un ser activo y pensante. Sólo nos queda, a fin de completar al hombre, hacer un ser amable y sensible - es decir, perfeccionar la razón con el sentimiento». Aunque es considerable mencionar su manera de usar cada una de las virtudes que ha adquirido.
Rousseau creía que solo al llegar a la adolescencia somos capaces de comprender las emociones humanas complejas, especialmente, la simpatía. (Rousseau usa a través de este libro la palabra amor, en el sentido que tenía originalmente: interés en el bienestar de otros). Es en este punto que el joven puede finalmente ser introducido al mundo social y ser socializado completamente.
Al mismo tiempo pueden ser introducidos a la religión. Rousseau creía que niños son incapaces de entender conceptos tales como alma y que, por lo tanto, enseñarles esas cosas antes de su adolescencia es peligroso. Dado que el niño será incapaz de comprender los conceptos religiosos complejos, no los creerán, aceptaran o seguirán, a pesar de que los repitan: «Es un mal menor ser ignorante de Dios que ofenderlo».
Este libro contiene la famosa «Profesión de la fe del vicario saboyano», sección que llegó a ser muy conocida, como consecuencia de que fue generalmente utilizada como excusa para la prohibición y quema de la obra, dado que puede ser interpretada como proponiendo una religión natural, sin recurso a la verdad revelada o la «necesaria guía» de la iglesia, todo lo cual es contrario a las posiciones cristianas aceptadas. Sin embargo conviene mantener presente que en esa sección Rousseau ―de la misma manera que ilustra otras propuestas en la obra― solo da un ejemplo de cómo la materia puede ser introducida en la educación y el tipo de argumentos que pueden ser usados, pero sin buscar avanzar una propuesta acerca de lo que se debe creer. En otras palabras ―y en una manera que posteriormente se hizo común― busca sustentar el amor a los otros en un motivo que no se puede originar en el egoísmo natural de los humanos, por lo tanto, un motivo que requiere un agente externo, supra natural.
Casi a los 15 años Emilio entra en la adolescencia, época de notables cambios fisiológicos y morales; con la pubertad se despiertan las pasiones y la voz de la conciencia, ha llegado el momento de la educación moral y comenzara a pensar en la formación de una futura familia.

#### La crisis de la pubertad
Después de los primeros 15 años los diferentes signos anuncian la pubertad: la inquietud de las pasiones; los cambios de humor; se altera la fisionomía, se puebla de barba, cambia la voz; por los ojos se asoma al exterior el encendimiento del alma; la cercanía de una mujer produce ahora un estado de turbación y timidez. 
A Rousseau no se le escapa la importancia del periodo de desarrollo que conocemos como pubertad. Las pasiones no tienen un arraigo natural en el corazón del niño. Con la llegada de la adolescencia las pasiones están en el corazón de Emilio y su educación ya no se podrá eludir, pero hay que tener cuidado. Se debe procurar que la inocencia infantil dure lo más posible. La pubertad se adelanta antinaturalmente cuando se pretende retrasarla. El único medio para conservar la inocencia de los niños es que quienes los rodean la respeten y la amen. Si falta esta condición, todo disimulo será inútil. Las respuestas han de ser siempre verdaderas y simples acomodadas a su edad. El criterio general es siempre el mismo, respetar el curso natural de las cosas.

#### La educación moral de las pasiones
Tarde o temprano llegara el momento de afrontar la educación moral. Con este fin Rousseau hace una breve exposición de la naturaleza y las finalidades de las pasiones.
1. No todas las pasiones que experimentamos son naturales.
2. Las pasiones naturales son muy limitadas. Pero estas se ven modificadas por causa extrañas a la naturaleza (opiniones y prejuicios sociales).
3. El origen y principio natural de las pasiones es el amor de sí.
4. Del amor de sí surge la benevolencia hacia los que los rodean; al ampliarse las relaciones con los demás aparecen las compasiones y preferencias, y a la preferencia por alguien va unido el deseo de ser preferido por él.
5. Nace el amor propio, el odio, la venganza, el engaño.
6. El pensamiento de Rousseau se hace difícil y paradójico. Si las pasiones malas no vienen de la naturaleza, vienen entonces de la sociedad. Rousseau advierte que Emilio debe conocer ambas pasiones para prepararse a la vida en sociedad.
7. Frenar la imaginación es la tarea esencial para la educación de las pasiones. Los errores de la imaginación convierten a las pasiones en vicios, de ahí la necesidad de saber cuáles son las verdaderas relaciones del hombre consigo mismo y con los demás.
8. Se procurara también iniciar a Emilio en el sentimiento de la amistad y la piedad.
9. Acerca de la piedad enuncia Rousseau 3 máximas:
  1. No es propio del corazón humano ponerse en lugar de aquellos que son más felices que nosotros, sino solo de aquellos que hemos de compadecer.
  2. Solo se lloran los males ajenos de los que nosotros no nos consideramos ajenos.
  3. La piedad que se siente por el mal ajeno no se mide por la entidad del mal en cuestión, sino por el sentimiento dirigido al que lo sufre.
10. Otros medios para evitar la educación de las pasiones son evitar la comparación y la emulación.

#### La cola
La aparición de la voz de la conciencia marca en Emilio la entrada al mundo moral. Antes bastaba con la educación negativa que conserva la inocencia natural, ahora un impulso interior empuja a Emilio hacia los problemas Éticos y sociales. Tendrá que aprender de la experiencia ajena y cuando esto sea peligroso, se le mostrara a través de relatos históricos y fábulas. En la educación de la conciencia se evitaran los preceptos y corregir al alumno.

#### Rechazo de la instrucción catequética
Rousseau insiste en 4 ideas:
1. Se puede ser bueno sin saber nada de Dios.
2. El conocimiento de Dios excede la capacidad de los jóvenes, nada es más inútil que enseñarles el catecismo.
3. Los niños no necesitan creer en Dios para salvarse
4. Si se les habla de Dios antes de tiempo se formarán una idea falsa.

A los 18 años Emilio no sabe nada de Dios, sin embargo es bueno, está lleno de sentimientos sublimes, rectitud de juicio, piedad hacia sus semejantes, todo lo contrario a los alumnos de colegios religiosos.
Rousseau ataca duramente la tesis de que es necesario creer en Dios para salvarse, solo se puede llegar al conocimiento de un único Dios cuando se está en condiciones de remontarse racionalmente hasta la primera causa.

#### Comenzando a pensar en la familia
Cuando el instinto sexual comienza a sentirse fuertemente hay que hacerle ver a Emilio que tiene necesidad de una compañera. Cuando Emilio llega a los 20 años la continencia es un deber moral y es necesaria para reinar sobre sí mismo y para ser dueño de sus propios apetitos.

### Libro V (adultez, matrimonio, familia y educación de las mujeres)
En el libro V Rousseau retoma problemas de la filosofía política general (incluyendo un resumen de El contrato social), buscando respuestas a problemas tales cuales debe ser la posición del ciudadano en relación con una sociedad corrupta. La respuesta general que Rousseau ofrece es que ese ciudadano (Emilio en particular) vive en el campo, donde los usos y costumbres son más estables y su misión será ejercer su naturaleza, es decir, ser justo, y fundar una familia (con Sofía).

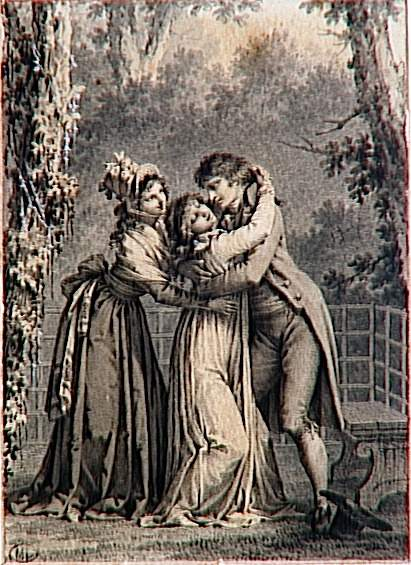
El primer beso (nótese que la muchacha se desmaya)

Antes de llegar a esa solución Emilio viaja y examina cómo otros viven, tanto como para comprender los usos y costumbres de otras personas como para ser capaz de elegir la forma más adecuada. Desde ese punto de vista, el encuentro -en la obra- con Sofía es tanto un encuentro romántico como la culminación del proyecto de educación del individuo. En ese punto el hombre llega a ser completamente parte de la sociedad, y pone en practica todo lo que ha aprendido, como ciudadano, marido y padre.
Esa posición no clarifica la relación entre Emilio (o cualquier ciudadano) y la voluntad general o formación política general. Rousseau refiere al lector a su Contrato Social.

La posición de Rousseau ―expuesta sumariamente― acerca de la educación de las mujeres marca el inicio de un largo debate que ―se puede aducir― se ha prolongado incluso hasta el presente (véase feminismo). Por ejemplo Mary Wollstonecraft dedicó una larga parte de su Vindicación de los derechos de la mujer a responder a Rousseau. El argumento central de Rousseau es el siguiente:
En lo que tienen en común, son iguales. En lo que difieren, no son comparables. Una mujer perfecta y un hombre perfecto no debe parecerse entre sí mismos en la mente más que lo son en apariencia, la perfección no es susceptible de más o menos. En la unión de los sexos cada uno contribuye por igual al objetivo común, pero no de la misma manera. De esta diversidad surge la primera diferencia asignable en las relaciones morales de los dos sexos.
Se ha aducido que aunque la apertura «en lo que ellos tienen en común, son iguales» ofrece una interesante posibilidad para las mujeres, Rousseau no la explora. Para él, las diferencias sexuales son mayores que las similitudes y el balance se inclinan en favor del hombre: la mujer debe ser «pasiva y débil», «pone poca resistencia» y son «hechas especialmente para complacer al hombre». Se ha aducido que, aun cuando aceptemos tales sugerencias como correctas, no nos dicen nada acerca del tema central de la obra: educación. Aun si aceptamos que hombres y mujeres no deben parecerse en la mente, la posición no establece cuál debe ser la educación de las mujeres. En otros pasajes Rousseau sugiere que deben por lo menos conocer el libro mismo (después de todo, tienen por lo menos una parte importante en la educación de sus hijos) pero no lo establece específicamente como tampoco cuales serían las diferencias ―si es que considera que deberían existir― entre la educación de ambos sexos.
De aquí se deduce que en esta parte el sistema de su educación debe ser contrario al nuestro; la opinión es el sepulcro de la virtud para los hombres, y para las mujeres es su trono. La buena constitución de los hijos depende de las madres; del esmero de las mujeres depende la educación primera de los hombres; también de las mujeres dependen sus costumbres, sus pasiones, sus gustos, sus deleites, su propia felicidad. De manera que la educación de las mujeres debe estar en relación con la de los hombres. Agradarles, serles útiles, hacerse amar y honrar de ellos, educarlos cuando niños, cuidarlos cuando mayores, aconsejarlos, consolarlos y hacerles grata y suave la vida son las obligaciones de las mujeres en todos los tiempos, y esto es lo que desde su niñez se las debe enseñar. En tanto no alcancemos este principio, nos desviaremos de la meta, y todos los preceptos que les demos no servirán de ningún provecho para su felicidad ni para la nuestra.[cita requerida]
Por otra parte, Rousseau sugiere que los padres en general y las madres en particular deben participar en la educación de sus hijos ―en lugar de tutores o profesores privados, como era la costumbre―.[cita requerida]